# غويلرمو بيريز (رسام)
غويلرمو بيريز (بالإسبانية: Guillermo Pérez Villalta)‏ (و. 1948  م) هو رسام، ونحات، ومهندس معماري إسباني، ولد في طريفة.

## جوائز
حصل على جوائز منها:

National Award for Plastic Arts (Spain) ‏ (1985)

## وصلات خارجية
- غويلرمو بيريز على موقع IMDb (الإنجليزية)
- غويلرمو بيريز على موقع ميوزك برينز (الإنجليزية)

- غويلرمو بيريز في قاعدة بيانات الأفلام على الإنترنت